# Julia Boutros
Julia Boutros (arapski: جوليا بطرس‎) (Bejrut, 1. travnja 1968.) libanonska je kršćanska pjevačica koja je stekla popularnost u 1980-im s pjesmama kao što su Ghabet Shams El Haq i Wein el Malayeen. Sestra je Ziada Boutrosa i žena Eliasa Boua Saaba, bivšeg libanonskog ministra obrane i obrazovanja.

## Životopis
Boutros je rođena 1. travnja 1968. u Bejrutu, glavnom gradu Libanona. Njen otac je iz Libanona, dok joj je majka iz Palestine te je armenskog podrijetla. U srednjoj je školi pjevala u školskom zboru. Odrastajući, ona i njezin brat bili su pod velikim utjecajem djela libanonskog glazbenika Ziada Rahbanija. S 12 godina snimila je svoju prvu pjesmu zvanu A Maman.
Dana 11. listopada 2006. objavila je singl Ahibaii. Tekst pjesme temelji se na pismu Hezbollahovog generalnog sekretara Hassana Nasrallaha borcima u južnom Libanonu koji su sudjelovali u Izraelsko-libanonskom ratu 2006. vođenom između Izraela i Hezbollaha. Pjesnik Ghassan Matar obradio je prvotni tekst. Glazbu je skladao Julijin brat Ziad, a aranžirao Michel Fadel. Dobit stečena prodajom pjesme donirana je obiteljima Hezbollahovih boraca te obiteljima svih Libanonaca poginulih u ratu. Prodajom je na kraju prikupljeno tri milijuna dolara za obitelji libanonskih civila, vojnika, pripadnika sigurnosnih snaga i Hezbollahovih boraca poginulih u ratu. Taj iznos trostruki je veći od prvotnog cilja koji je iznosio milijun dolara. Dio novaca također je doniran obiteljima libanonskih vojnika poginulih u sukobu vođenom 2007. protiv terorističke skupine Fatah al-Islam.
Osim podrške Hezbollahu, Boutros je također iskazala podršku palestinskim oružanim snagama u Gazi i sirijskom predsjedniku Basharu al-Assadu.

## Odlikovanja
- Nacionalni orden cedra[9]

## Diskografija

### Albumi
- 1982.: C'est La Vie
- 1985.: Ghabet Shams El Haq
- 1987.: Wain Msafer
- 1989.: Haflet Sour
- 1991.: Hikayet Aatab
- 1994.: Kosass
- 1996.: Al Karar
- 1998.: Shi Gharib
- 2001.: Bisaraha
- 2004.: La B'ahlamak
- 2006.: Ta'awadna Aaleik
- 2010.: Live at Casino Du Liban (+DVD)
- 2012.: Yawman Ma (Someday)
- 2012.: Miladak (Your Christmas)
- 2013.: Julia Live at Platea (+DVD)
- 2014.: Hkayet Watan (The Story of a Country)
- 2015.: Julia Live in Concert – Platea 2014 (+DVD)
- 2016.: Ana Meen
- 2017.: Julia Live at Waterfront City Dbayeh 2016 (+DVD)
- 2019.: Julia Live in Tyre 2018 (+DVD)

### Glazbeni spotovi
- Ghabet Shams El Haq
- Nadani W Albi Mal
- Wayn Msafer
- Kermalak
- Lamma Elta'ayna
- Ana Mesh Elak
- Ya Ossas
- Wa'ef Ya Zaman
- Chi Gharib
- Ala Zaw'ak
- Nasheed El Horriyeh
- La B'ahlamak
- Aala Shou
- Betnaffas Horriyeh
- Ahiba'i
- Sou' Tafahom